# Gialia
Gialia (griechisch Γιαλιά, türkisch Yayla) ist eine Gemeinde im Bezirk Paphos in der Republik Zypern. Bei der Volkszählung im Jahr 2021 hatte sie 182 Einwohner.
Im Dorf befindet sich das ehemalige Gialia-Kloster (auch Kloster Panagia Chrysogialiotissa genannt) mit dessen Kirche Agios Georgios. Auch das Agios Nikolaos Georgianis Monis und die Kapelle von Agios Georgios, sind Sehenswürdigkeiten der Gegend. Der Strand von Gialia ein Natura 2000 Schutzgebiet mit dem Namen Periochi Polis-Gialia.

## Name
Der Name Gialia kommt wahrscheinlich vom altgriechischen Wort aegialia, was „neben der Küste“ bedeutet. Im Jahr 1958 nahmen die Zyperntürken den Alternativnamen Yayla an, was „Hochebene“ bedeutet.

## Lage und Umgebung

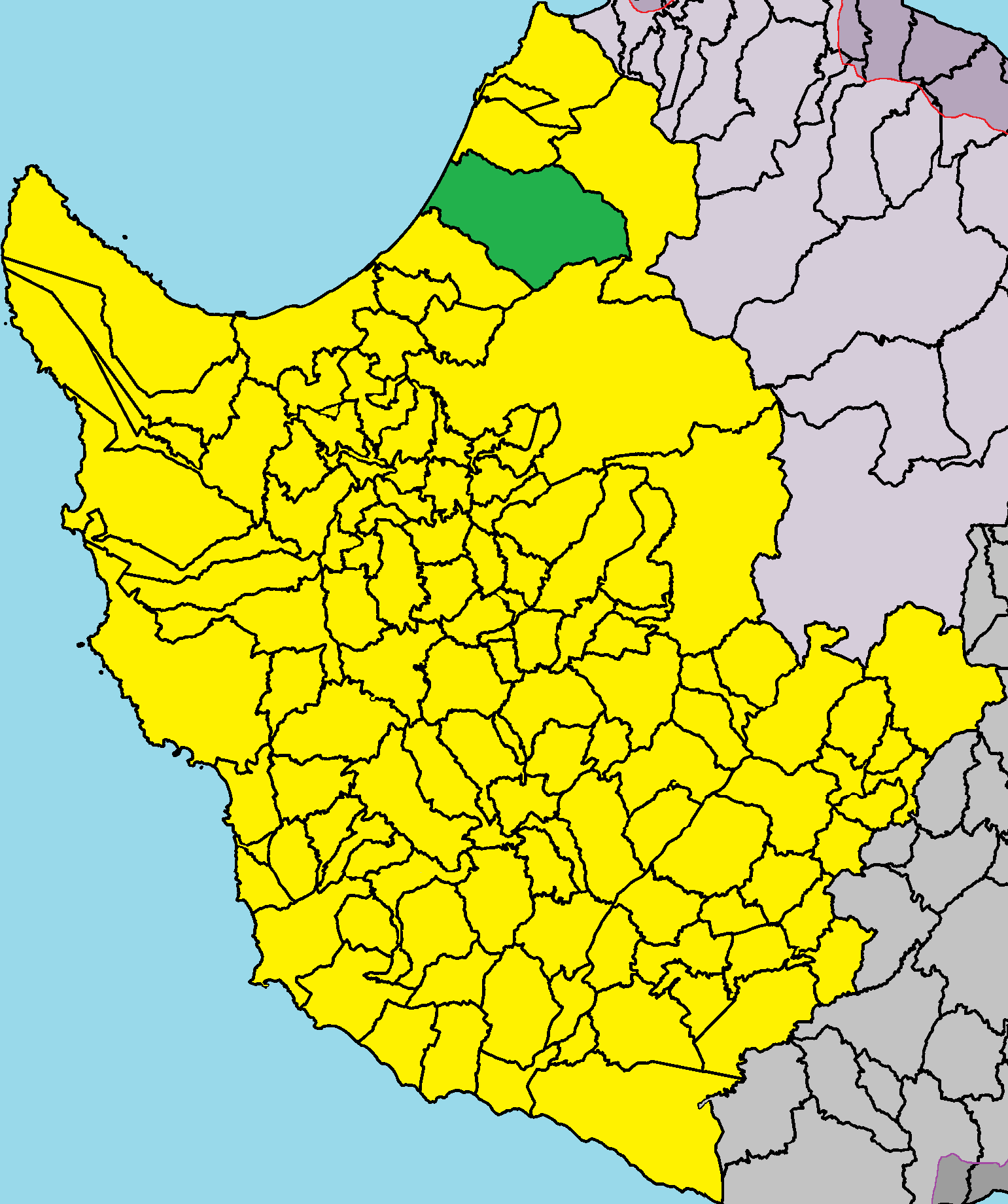
Lage im Bezirk Paphos

Gialia liegt im Nordwesten der Mittelmeerinsel Zypern auf einer Höhe von etwa 150 Metern, etwa 50 Kilometer nordöstlich von Paphos und 120 Kilometer von Limassol und Nikosia entfernt. Das 36,4779 Quadratkilometer große Dorf grenzt im Norden an Agia Marina Chrysochous, im Osten an Livadi, im Süden an Lysos und im Südwesten an Argaka. Der westliche Teil seines Verwaltungsgebiets liegt an der Küste. Das Dorf kann über einen Abzweig der Straße E704 erreicht werden. Südlich des Dorfes fließt der gleichnamige Fluss Gialia.
Das Dorf in zwei Siedlungen aufgeteilt: Kato Gialia, das in die Fußstapfen der Küstenentwicklung im Nordwesten Zyperns tritt, und Pano Gialia, das an den Paphos-Wald grenzt.

## Bevölkerungsentwicklung
Bis 1974 bestand die Bevölkerung Gialias mehrheitlich aus Zyperntürken. Es gab nur wenige Zyperngriechen im Dorf. Während der türkischen Invasion 1974 war Gialia eine der fünf Gemeinden des Bezirks Paphos, die nicht von den griechisch-zypriotischen Streitkräften umzingelt waren. Im Januar 1975 flohen einige Dutzend Zyperntürken der Gemeinde nach Nordzypern. Dann wurden einige Dutzend, meist ältere und verletzte Menschen, vom Roten Kreuz und der UNFICYP nach Nordzypern gebracht. Am 19. August 1975 wurden die verbliebenen Einwohner der Gemeinde von UNFICYP nach Nordzypern umgesiedelt. Einige Zyperngriechen aus dem nördlichen Teil des Landes ließen sich in Gialia nieder.
Die folgende Tabelle zeigt die Bevölkerung der Gemeinde, wie sie in den in Zypern durchgeführten Volkszählungen erfasst wurde.
| Jahr      | 1881 | 1891 | 1901 | 1911 | 1921 | 1931 | 1946 | 1960 | 1973 | 1976 | 1982 | 1992 | 2001 | 2011 | 2021 |
| Einwohner | 302  | 356  | 354  | 391  | 389  | 423  | 485  | 613  | 790  | 111  | 92   | 90   | 142  | 202  | 182  |